# Virtual PC
Virtual PC és un programari emulador x86 descontinuat per a amfitrions Microsoft Windows i amfitrions Mac basats en PowerPC. Va ser creat per Connectix el 1997 i adquirit per Microsoft el 2003, després del qual el programa va passar a anomenar-se Microsoft Virtual PC. El juliol de 2006, Microsoft va llançar la versió per a Windows de forma gratuïta. La versió per a Mac es va descontinuar després de la transició als processadors Intel aquell mateix any.
.El 2009, Microsoft va llançar Windows Virtual PC, que només és compatible amb els amfitrions de Windows 7, i és la base tècnica del mode Windows XP d'aquest últim. Windows Virtual PC no admet oficialment MS-DOS ni sistemes operatius anteriors a Windows XP Professional SP3 com a convidats. Virtual PC es va deixar de funcionar el 2011 a favor d'Hyper-V.

## Història i versions
Connectix Virtual PC, Microsoft Virtual PC 2004, Microsoft Virtual PC 2007 i Windows Virtual PC són versions successives del mateix programari. Les versions de Virtual PC de Microsoft s'executen en diverses versions de Windows, començant amb Windows 2000 a Virtual PC 2004 i posteriorment amb Windows XP a Virtual PC 2007. Aquestes versions anteriors encara estaven disponibles i admeten sistemes operatius anteriors a Windows XP. Windows Virtual PC només s'executa a Windows 7 i només admet versions de Windows que comencen amb Windows XP. A partir de Windows 8, Microsoft va substituir Virtual PC per Hyper-V.

### PC virtual de Connectix
Virtual PC va ser desenvolupat originalment com una aplicació de Macintosh per a System 7.5 i publicat per Connectix el juny de 1997. La primera versió de Virtual PC dissenyada per a sistemes basats en Windows, la versió 4.0, es va publicar el juny de 2001. Virtual PC 4 va ser la primera versió amb imatges d'unitat expandibles.
Connectix venia versions de Virtual PC incloses amb una varietat de sistemes operatius convidats, com ara Windows, OS/2 i Red Hat Linux. A mesura que la importància de la virtualització per als usuaris empresarials es va fer evident, Microsoft es va interessar pel sector i va adquirir Virtual PC i Virtual Server (inèdits en aquell moment) de Connectix el febrer de 2003.
Segons un acord amb Connectix, Innotek GmbH (fabricants de VirtualBox, ara part d'Oracle) va portar la versió 5.0 per executar-se en un host OS/2.  Aquesta versió també incloïa extensions de convidat (addicions de màquina virtual) per a convidats OS/2, que podien executar-se en hosts Windows, OS/2 o Mac OS X utilitzant les versions 5, 6 o 7 de Virtual PC. Més tard es va incloure una nova versió de les extensions de convidat amb el Virtual PC 2004 de Microsoft.

### PC virtual de Microsoft

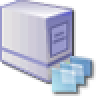
Icona de Microsoft Virtual PC

El 12 de juliol de 2006, Microsoft va llançar Virtual PC 2004 SP1 per a Windows de manera gratuïta, però la versió per a Mac va continuar sent un programari de pagament. La versió equivalent per a Mac, la versió 7, va ser la versió final de Virtual PC per a Mac. Funcionava amb Mac OS X 10.2.8 o posterior per a PowerPC i era un producte de programari comercial propietari.
El Virtual PC 2007 només es va publicar per a la plataforma Windows, amb proves beta públiques que van començar l'11 d'octubre de 2006 i el llançament de producció el 19 de febrer de 2007. Va afegir compatibilitat amb la virtualització de maquinari, "desfer discs", monitor d'estadístiques de transferència per a disc i xarxa, i visualització de màquines virtuals en diversos monitors i compatibilitat amb Windows Vista com a amfitrió i convidat. La interfície de Windows Aero està desactivada als convidats de Windows Vista a causa de les limitacions del maquinari de vídeo emulat; tanmateix, els efectes Aero es poden renderitzar connectant-se al convidat a través dels Serveis d'escriptori remot des d'un amfitrió de Windows Vista habilitat per a Aero, sempre que el convidat executi Windows Vista Business o una edició superior. Inicialment no admetia edicions domèstiques de Windows com a sistemes operatius amfitrions com ara Windows XP Home Edition, Windows Vista Home Basic i Home Premium, però una correcció per a Virtual PC 2007 SP1 publicada el 20 de febrer de 2009 (vegeu més avall) ho va rectificar. El Windows XP Starter, el Windows XP Media Center Edition i el Windows Vista Starter no són compatibles amb el Virtual PC 2007, però el primer i el segon encara són compatibles com a sistemes operatius convidats. La compatibilitat amb el Windows 2000 Professional com a sistema operatiu amfitrió es va eliminar al Virtual PC 2007 i no s'instal·larà en absolut als amfitrions del Windows 2000, però encara és compatible com a sistema operatiu convidat.
Els "discos de desfer" permeten revertir l'estat de les màquines virtuals a un punt anterior emmagatzemant els canvis en un fitxer.vud separat des de l'últim desament al fitxer.vhd principal, que es pot utilitzar per experimentar. El fitxer VHD actua com una instantània. El fitxer de disc de desfer (.vud ) emmagatzema incrementalment els canvis realitzats per la màquina virtual en comparació amb la imatge principal del disc dur virtual (VHD), que l'usuari pot aplicar o descartar. Si es desactiven, els canvis s'escriuen directament al fitxer VHD.
El 15 de maig de 2008, Microsoft va llançar el Virtual PC 2007 Service Pack 1, que afegia compatibilitat amb Windows XP SP3, Windows Vista SP1 i Windows 7 com a sistemes operatius convidats i amfitrions, així com Windows Server 2008 Standard com a sistema operatiu convidat. Un paquet de correccions per a Virtual PC 2007 SP1, publicat el 20 de febrer de 2009, va resoldre problemes de xarxa i va millorar la resolució màxima de pantalla a 2048 × 1920 (32 bits), habilitant resolucions 16:9 com ara 1920 × 1080. També va afegir compatibilitat oficial amb Windows XP Home Edition, Windows Vista Home Basic i Home Premium com a sistemes operatius convidats i amfitrions. El 14 de juliol de 2009 es va publicar una actualització de seguretat per solucionar una vulnerabilitat d'elevació de privilegis en sistemes operatius convidats.
El Microsoft Virtual PC (2004 i 2007) no funciona gens en Windows 10 de 64 bits, i fins i tot en plataformes de 32 bits no tenen connectivitat a Internet a causa de la manca del controlador VPC. Això també afecta els emuladors de Windows Mobile.

### PC virtual de Windows
El Windows Virtual PC va entrar en proves beta públiques el 30 d'abril de 2009, i es va llançar juntament amb el Windows 7 el 22 de juliol de 2009.  El Windows Virtual PC està disponible gratuïtament per a certes edicions del Windows 7,  ja sigui preinstal·lat pels fabricants d'equips originals o mitjançant descàrrega des del lloc web de Microsoft.  A diferència dels seus predecessors, només admet els sistemes operatius amfitrions Windows 7. Originalment requeria compatibilitat amb la virtualització de maquinari, però el 19 de març de 2010, Microsoft va llançar una actualització del Microsoft Virtual PC que li permet executar-se en PC sense compatibilitat amb maquinari.